# El pisito
El pisito es una película española dirigida por Marco Ferreri e Isidoro M. Ferry y estrenada el 15 de junio de 1959. La película está basada en la novela homónima de Rafael Azcona. La cinta es un exponente del género llamado Neorrealismo.

## Argumento
En el Madrid de finales de los años cincuenta, con una España que a duras penas comienza a salir del subdesarrollo, las penurias económicas son frecuentes entre la población. Petrita (Mary Carrillo) y Rodolfo (José Luis López Vázquez) son novios desde hace doce años, pero no pueden contraer matrimonio por falta de medios para adquirir una vivienda. Petrita finalmente vislumbra una solución: Rodolfo se casará con Doña Martina, su anciana y enferma casera, de manera que cuando esta fallezca heredará el contrato de alquiler sobre el inmueble a bajo precio. Tras la ceremonia, sin embargo, la anciana todavía será capaz de sobrevivir dos años. Finalmente fallece, y Petrita y Rodolfo ven cumplidos su objetivo, aunque el pesimismo y la tristeza reinan en el ambiente.

## Reparto
- Mary Carrillo - Petrita

- José Luis López Vázquez - Rodolfo

- Concha López Silva - Doña Martina Rodríguez

- Ángel Álvarez - Sáenz

- María Luisa Ponte - Hermana de Petrita

- Andrea Moro - Mari Cruz

- Gregorio Saugar - Don Manuel

- Celia Conde - Mery

- José Cordero - Dimas

- Marco Ferreri - Luisito

- Chus Lampreave - Avelina

## Localizaciones y rodaje
La película se filmó en diversas calles e interiores de Madrid, entre ellos un local del Pasaje del Comercio, la plaza de los Mostenses, la calle García Molinas, la Gran Vía, el café Marlin (calle Fuencarral esquina con calle Manuela Malasaña), las Cuevas de Sésamo (calle del Príncipe), el mercado y la plaza de la Cebada, la iglesia y el mercado de la plaza de San Ildefonso, la Casa de Fieras del Parque del Retiro y el café bar Flor (Puerta del Sol).

## Cartel
El cartel de la película fue realizado por Antonio Mingote.

## Premios
Medallas del Círculo de Escritores Cinematográficos
| Categoría              | Película                       | Resultado |
| ---------------------- | ------------------------------ | --------- |
| Mejor actriz principal | Mary Carrillo                  | Ganadora  |
| Premio Jimeno          | Isidoro M. Ferry Marco Ferreri | Ganadores |

## Versiones
En 2009 se estrenó una versión teatral puesta en escena por el cineasta Pedro Olea, con actuación de Pepe Viyuela, Teté Delgado y Asunción Balaguer.